# هرمان دانيال هيرميس
هرمان دانيال هيرميس (بالألمانية: Hermann Daniel Hermes)‏ هو عالم عقيدة ألماني، ولد في 24 يناير 1734 في Piasecznik, Choszczno County ‏ في بولندا، وتوفي في 12 نوفمبر 1807.